# Casa del Volto Santo
La Casa del Volto Santo è un tempio che si erge a Napoli, su uno dei versanti della collina di Capodimonte, in via Ponti Rossi, e si affaccia su un ampio panorama di Napoli formando, con la Basilica dell'Incoronata Madre del Buon Consiglio, una cornice di grandi opere religiose.
Il santuario è, tra i moderni edifici di culto, uno dei più conosciuti e frequentati dalla città.

## Storia
La storia del Tempio è legata alla vita e alle opere della Serva di Dio, Flora De Santis, e alla propagazione della venerazione del Volto Santo di Gesù.
Madre Flora De Santis, così sarà chiamata in seguito da tutti i devoti, fu donna tutta protesa verso il soprannaturale e il trascendente, dotata di tenerissimo amore per Gesù, di cui contemplava il Volto. Il suo nome era Flora Romano, nata a Napoli nel 1899 e sposata con il signor Ernesto De Santis. I coniugi De Santis vissero in perfetta intesa soprattutto sul piano spirituale e religioso, desiderosi di vivere coerentemente la loro fede cristiana. 
L'esperienza mistica e religiosa della donna, ebbe iniziò quando la stessa, si racconta, durante uno dei suoi forti momenti di preghiera davanti all'immagine del Volto di Cristo, estrapolato e incorniciato dal frontespizio di una pubblicazione religiosa che riproduceva il celebre dipinto della pittrice Rina Maluta, ebbe una rivelazione prodigiosa durante la quale l'immagine si trasfigurò e divenne raggiante. Era il 10 febbraio 1932 quando Madre Flora ascoltò le parole del Cristo che dicevano: "Flora, guarda questo Volto tanto offeso e ingiuriato. Amalo e fallo amare".
Da quel momento la sua vita fu dedicata totalmente alla missione affidatale, attraverso una preghiera incessante, una penitenza austera, e un totale impegno di carità. Nel periodo storico in cui incombeva nel mondo la guerra con le sue difficoltà e le sue durezze, e la città di Napoli ne fu brutalmente colpita, Madre Flora si sforzò di diffondere la sacra immagine del Volto Santo, e il Vangelo, mediante l'incontro con i bisognosi a cui donava aiuto e soccorso.
L'intensa opera di diffusione del culto del Volto Santo trovò ampio riscontro nel cuore della gente di ogni ceto sociale, tanto da farle ottenere da tutti i devoti il titolo di Madre.
Con l'appoggio del marito trasformò in cappella alcune stanze della casa comprata ai Ponti Rossi, facendola diventare una Casa dedicata al Volto Santo. Per lei riservò una stanzetta attigua alla cappella, dove incontrava numerosi fedeli, che con il trascorrere del tempo costituirono Associazioni e gruppi di collaboratori e benefattori, coadiuvanti la devozione al Volto Santo.
Alla morte del marito, nel 1948, Madre Flora, ormai rimasta sola, trasformò le mura della propria abitazione ai Ponti Rossi, in un orfanotrofio, a cui ne successe poi un secondo, a Brusciano, in provincia di Napoli. Chiamò a gestirli le suore Piccole Ancelle di Cristo Re, fondate ad Afragola da Padre Sosio Del Prete e Madre Antonietta Giugliano, continuando da sola il suo apostolato che si protrasse per più di 35 anni, fino a far diventare il culto del Volto Santo uno dei più diffusi in Napoli e provincia.
Il Cardinale Alfonso Castaldo, nel 1965, attraverso il suo Vicario, Mons. Erberto D'Agnese, con un decreto ufficiale, concesse, l'autorizzazione alla celebrazione della S. Messa quotidiana nella Cappellina della Casa del Volto Santo di Capodimonte. 
Non appena giunse il placet della Chiesa ufficiale, quasi come avesse concluso la sua missione, Madre Flora morì il 31 maggio 1969 lasciando ogni suo bene a favore della Chiesa dì Napoli, come segno della sua coerenza interiore e della integrità dei suoi sentimenti.
La Curia Arcivescovile, in considerazione del loro impegno spirituale, educativo e sociale, preferì che le Piccole Ancelle ne accettassero l'eredità, assumendone l'impegno testamentario della diffusione del culto e della edificazione del Santuario.
Il Cardinale Corrado Ursi, Arcivescovo di Napoli, nel 1969, autorizzò l'apertura della Casa Religiosa, con l'annesso oratorio pubblico, nominando Cappellano Mons. Vincenzo Frattini.
Il terremoto del 1980 che sconvolse la Campania e la Basilicata, produsse grossi danni alla Casa del Volto Santo, e con le dovute autorizzazioni, grazie all'impegno di molti devoti, fu allestita, in poco tempo, una chiesa-prefabbricato, di dimensioni molto più ampie della primitiva Cappellina, che costituì il luogo sacro ove si svolgevano le celebrazioni liturgiche. L'immagine del Volto Santo vi dominava nel fondo, dietro l'altare. Questo edificio restò così, immutato, per dieci anni.
Il 25 febbraio 1990 il Cardinale Michele Giordano, benedisse la prima pietra del nuovo grande Santuario, e ne celebrò solennemente l'apertura il 10 marzo 1996.
Il Santuario del Volto Santo, è forse uno dei templi di culto più moderni della città di Napoli.

## Descrizione
La chiesa è articolata in grandi spazi funzionali alla preghiera e all'apostolato.
L'aula sacra è stata progettata con un criterio moderno, lasciando spazio soltanto alla preghiera e senza porre nessuna distrazione nell'architettura.
La prima grande particolarità, che salta all'occhio, è la presenza di due ampie pareti completamente realizzate a lucernari, dalle quali è visibile il panorama.
Sul fondo dell'Altare Maggiore è presente soltanto il quadro originale che parlò a Madre Flora, copia dell'originale di Rina Maluta conservato nella Pinacoteca Vaticana a Roma.
Sul lato destro del Santuario vi è una cappellina che affaccia sul panorama di Napoli, dove è stata sistemata definitivamente la tomba di Madre Flora, proprio nel posto dove prima sorgeva la sua stanzetta dove incontrava i fedeli. Singolare il fatto che ancora oggi, in molti, appoggiano nella struttura muraria della parete traforata, i loro messaggi, confidenze, richieste d'aiuto, come se la Serva di Dio, fosse viva.
Un'ampia sala del pellegrino è disponibile per quelli che provengono da luoghi lontani.
La struttura non è solo una scuola per bambini, ma anche un punto di riferimento del volontariato laico.
I lavori di completamento e di perfezionamento del Santuario sono tuttora in corso.